# 柴桢 (清朝)
柴桢（？—？），贵州安化人，是一名清朝政治人物。
柴桢曾于乾隆四十八年接替张嘉掞任兴化府知府一职，由陈淳接任。